# Bayerische Oberlandbahn
Die Bayerische Oberlandbahn GmbH (BOB), europäischer Fahrzeughaltercode BOBY, ist ein privates Eisenbahnverkehrsunternehmen (EVU) des französischen Bahnkonzerns Transdev mit Hauptsitz in Holzkirchen und Betriebswerk in Lenggries. Transdev agierte in Deutschland bis 2006 als Connex Verkehr und danach bis 2015 als Veolia Verkehr. Eine Schwestergesellschaft ist die Bayerische Regiobahn GmbH (BRB), die ebenfalls in Holzkirchen ansässig ist. Beide Gesellschaften stehen unter derselben Geschäftsführung. Seit Juni 2020 verwenden beide Transdev-Unternehmen BRB (Bayerische Regiobahn) als Marke und Bestandteil des Namens ihrer in Bayern gelegenen Bahnnetze.
Die Bayerische Oberlandbahn GmbH bedient in Oberbayern und Sachsen mehrere Linien des Schienenpersonennahverkehrs unter den Vertriebsmarken BRB und Mitteldeutsche Regiobahn. Die Bayerische Oberlandbahn GmbH fährt im Auftrag der Bayerischen Eisenbahngesellschaft (BEG), die den Regional- und S-Bahn-Verkehr in Bayern plant, finanziert und kontrolliert, sowie im Auftrag des Landes Brandenburg und dreier ÖPNV-Aufgabenträger in Sachsen.
Die Bayerische Oberlandbahn GmbH ist u. a. Mitglied bei der Europäischen Metropolregion München e. V., beim Fahrgastverband Pro Bahn, bei der DVWG, im Unternehmerverband des Landkreises Miesbach und im WirtschaftsForum Oberland. Sie ist darüber hinaus Gesellschafter des Deutschlandtarifverbunds.

## Teilnetze und Vertriebsmarken

### Netz Oberland (RB 55, RB 56 und RB 57)

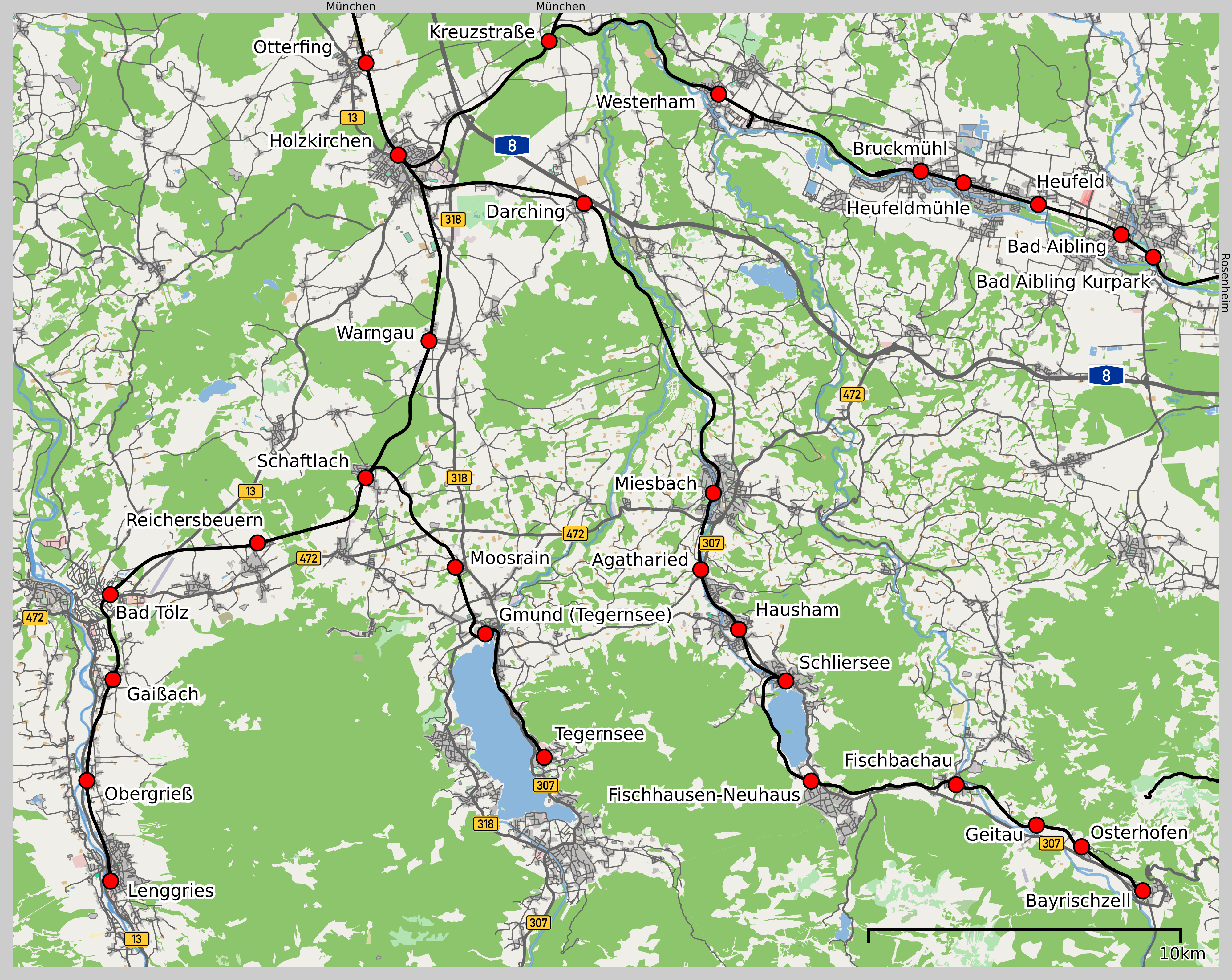
Die von der BOB bedienten Strecken südlich von Holzkirchen

Unter der Marke BRB und unter der Netzbezeichnung Oberland bedient sie folgende Bahnstrecken:
- München–Lenggries (RB 55 bis Holzkirchen, RB 56 durchgehend, RB 57 bis Schaftlach)
- Holzkirchen–Schliersee und Schliersee–Bayrischzell (RB 55)
- Schaftlach–Tegernsee (RB 57)

Diese Linien stellen das ursprüngliche Netz der Bayerischen Oberlandbahn GmbH dar und verkehrten bis zum 1. Juli 2020 unter der Marke BOB (Bayerische Oberlandbahn). Sie verbinden die Landeshauptstadt München mit den in den bayerischen Alpen gelegenen Endstationen Bayrischzell, Lenggries und Tegernsee. Da diese Strecken südlich von Holzkirchen nicht elektrifiziert sind, verkehren im gesamten Netz Diesel-Triebwagen. Die drei Bahnlinien nach Bayrischzell, Lenggries und Tegernsee führen im Stundentakt (zu Hauptverkehrszeiten auch im Halbstundentakt) zunächst auf der Strecke der früheren Bayerischen Maximiliansbahn gemeinsam von München Hauptbahnhof in südliche Richtung nach Holzkirchen. Dort zweigt eine der Linien in Richtung Osten ab und führt über Miesbach und Schliersee nach Bayrischzell (RB 55). Die beiden anderen Linien trennen sich südlich von Holzkirchen in Schaftlach. Eine Linie führt in Richtung Südwesten über Bad Tölz nach Lenggries (RB 56), die andere zum südöstlich gelegenen Tegernsee (RB 57). Die Tegernseer Linie nutzt dabei die Strecke der Tegernsee-Bahn, die der Gemeinde Gmund am Tegernsee, der Stadt Tegernsee sowie dem Landkreis Miesbach gehört; alle anderen Strecken gehören der DB InfraGO AG.
Die Züge bestehen von München bis Holzkirchen aus bis zu vier zusammengekuppelten Einheiten. Häufig wird der Zug in Holzkirchen ein erstes Mal geflügelt, in Schaftlach ein zweites Mal. Auf der Rückfahrt nach München werden die Triebwagen in Schaftlach und Holzkirchen wieder verbunden. Dadurch sind umstiegsfreie Zugfahrten gewährleistet. Das gesamte Netz Oberland mit dem Knoten Holzkirchen und bis zu den Endbahnhöfen Bayrischzell, Tegernsee und Lenggries ist Teil des Münchner Verkehrs- und Tarifverbundes (MVV).
Die Züge sind nicht nur während der Woche zu den Stoßzeiten im Pendler- und Schülerverkehr stark ausgelastet, sondern auch der Ausflugsverkehr in die oberbayerischen und Tiroler Wandergebiete (Busanschlüsse in Lenggries und Tegernsee Richtung Karwendel, Achensee und Rofan) sowie Skigebiete (Wendelstein, Sudelfeld, Brauneck, Tegernsee-Spitzingsee) am Wochenende ist von großer Bedeutung. Insbesondere im Winter, wenn bei Sonnenuntergang sehr viele Ausflügler zur gleichen Stunde die Rückfahrt antreten, aber auch an schönen Sommertagen, wird die Auslastungsgrenze häufig überschritten. Das eingleisige Streckennetz verfügt über zu wenige Ausweichmöglichkeiten. Einige davon wurden erst Ende des 20. Jahrhunderts beseitigt. Deshalb lässt sich die Beförderungsleistung kaum erhöhen, so dass die Spitzenkapazität heute weit hinter dem Stand der 1960er Jahre zurückbleibt, als an Winterwochenenden bis zu sechs Sonderzüge morgens nach Bayrischzell und abends zurück nach München fuhren.

### Netz Chiemgau-Inntal (RE 5, RB 54 und RB 58)
Seit dem 15. Dezember 2013 betreibt die Bayerische Oberlandbahn GmbH den elektrischen Regionalverkehr im Netz Chiemgau-Inntal zwischen München, Salzburg und Kufstein und bedient dabei folgende Strecken:
- München–Rosenheim (RE 5 und RB 54)
- Rosenheim–Salzburg (RE 5)
- Rosenheim–Kufstein (RB 54)
- München–Lenggries bis Holzkirchen und Holzkirchen–Rosenheim (RB 58)

Der Betrieb erfolgte zunächst unter dem Markennamen Meridian. Zum 1. Juli 2020 wurde dieser in BRB vereinheitlicht und die Linien erhielten die Netzbezeichnung Chiemgau-Inntal.
Die Streckenabschnitte München – Rosenheim, Rosenheim – Kufstein, München – Holzkirchen, Holzkirchen – Rosenheim und der Abschnitt Rosenheim – Bernau am Chiemsee der Strecke nach Salzburg befinden sich im Tarifgebiet des Münchner Verkehrs- und Tarifverbundes (MVV). Zwischen Teisendorf und Salzburg Hbf gilt der Übergangstarif des Salzburger Verkehrsverbundes (SVV).

### Netz Berchtesgaden-Ruhpolding (RB 53, S3 und S4)
Am 17. Dezember 2018 erteilte die BEG im Vergabeverfahren Chiemgau – Berchtesgaden den Zuschlag für den Betrieb der Strecken Freilassing – Bad Reichenhall und Bad Reichenhall – Berchtesgaden (Betriebsaufnahme war im Dezember 2021) sowie Traunstein – Ruhpolding (Betriebsaufnahme war im Dezember 2022) für 14 bzw. 15 Jahre an die Bayerische Oberlandbahn GmbH.
Seit dem Fahrplanwechsel am 12. Dezember 2021 betreibt die Bayerische Oberlandbahn nun die Linien S3 und S4 der Salzburger S-Bahn zwischen Freilassing und Bad Reichenhall bzw. Berchtesgaden unter der Marke BRB und der Netzbezeichnung Berchtesgaden-Ruhpolding. Die Züge der S3 verkehren über Freilassing hinaus bis Salzburg und teilweise nach Schwarzach-St. Veit und Saalfelden, betrieben durch die ÖBB.
Zwischen Freilassing und Berchtesgaden Hbf gilt der Übergangstarif des Salzburger Verkehrsverbundes (SVV).

### Mitteldeutsche Regiobahn
Unter der Marke Mitteldeutsche Regiobahn betreibt die Bayerische Oberlandbahn GmbH seit 12. Juni 2016 drei Linien in Sachsen mit Ausläufern nach Bayern und Brandenburg:
- RE 3  Dresden Hbf – Freiberg (Sachs) – Chemnitz Hbf – Zwickau (Sachs) Hbf – Plauen (Vogtl) ob Bf – Hof Hbf
- RB 30 Dresden Hbf – Freiberg (Sachs) – Chemnitz Hbf – Zwickau (Sachs) Hbf
- RB 45 Chemnitz Hbf – Döbeln Hbf – Riesa – Elsterwerda

Die Linien bilden das so genannte Elektronetz Mittelsachsen. Eingesetzt werden Elektrotriebwagen vom Typ Alstom Coradia Continental.

## Geschichte

Ehemaliges Logo der Bayerischen Oberlandbahn

Logo der Bayerischen Oberlandbahn bis 2020

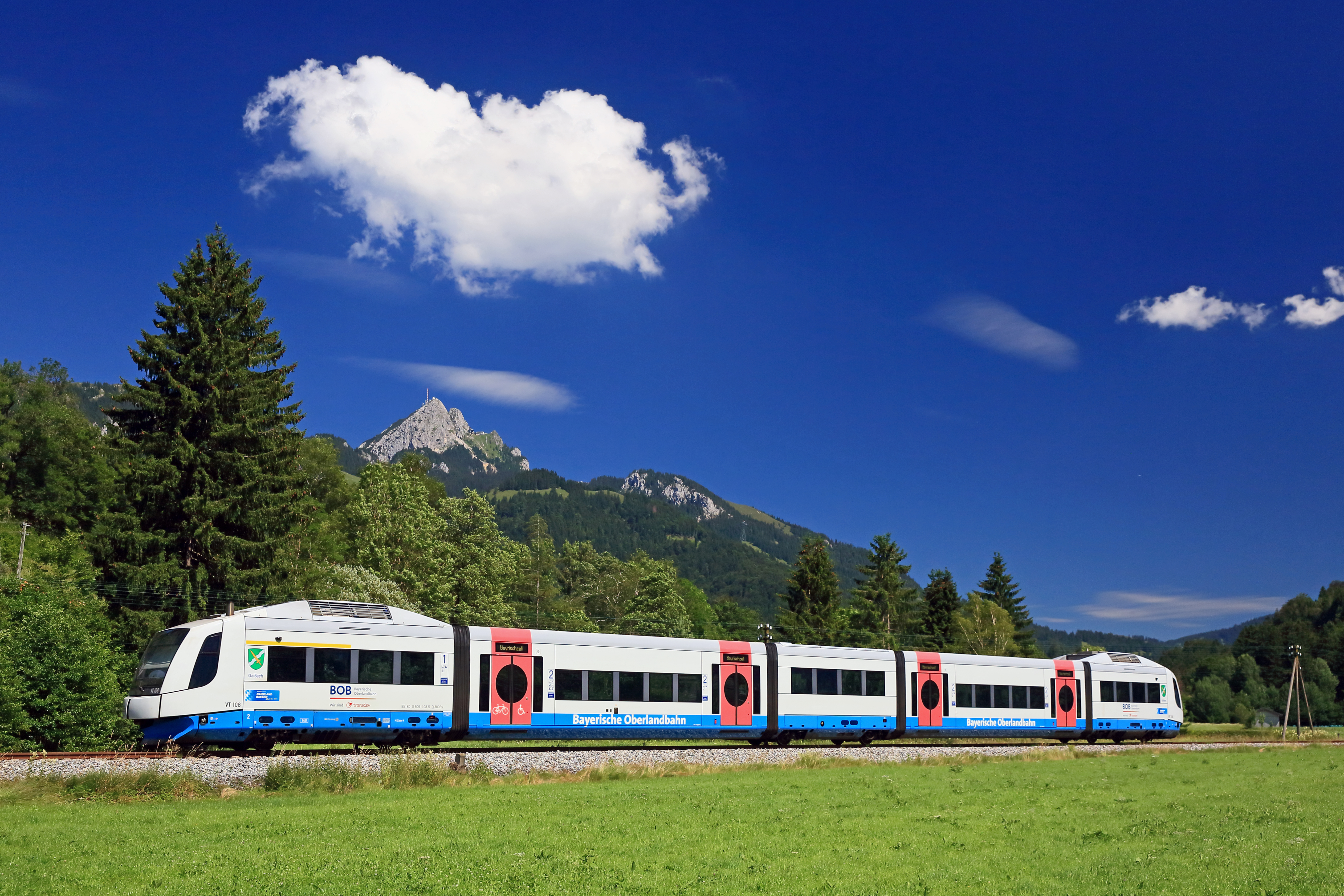
Integral der BOB auf der Strecke Schliersee–Bayrischzell vor dem Wendelstein (2016)

Die Bayerische Oberlandbahn GmbH wurde Ende März 1998 als Konsortium der Deutschen Eisenbahn-Gesellschaft (DEGV) und der Bayerischen Zugspitzbahn gegründet und im März 1998 als EVU zugelassen. Sie nahm im November 1998 den Betrieb auf.
Die Ausschreibung der Bahnstrecken erfolgte, um mehr Wettbewerb im Schienenverkehr in Bayern zu schaffen.
Neben der BOB bewarb sich die Regentalbahn, die DB Regio mit TALENT-Triebwagen und das Konsortium Oberlandverkehrs-GmbH bestehend aus der Tegernsee-Bahn Betriebsgesellschaft, die bis dahin die Strecke Schaftlach–Tegernsee betrieb, und dem Kraftverkehr Bayern aus Ingolstadt. Zum Einsatz kommen sollten Dieseltriebzüge des Typs Flexliner von ABB Daimler Benz Transportation.
Die BOB GmbH war die erste Privatbahn in Bayern, die einen Verkehrsauftrag erhielt. Anfängliche technische Probleme mit den, damals noch sehr unzuverlässigen, „Integral“-Zügen hat die damals unter dem Markennamen BOB agierende Bayerische Oberlandbahn GmbH größtenteils behoben. Seit Anfang Juli 2004 waren bei der BOB „Talent“-Triebzüge als Verstärker zu den Integralen in den Hauptverkehrszeiten im Einsatz.
Die Zahl der täglichen Fahrgäste stieg von 4.500 im ersten Betriebsjahr auf 13.000 im Jahr 2004 an und lag damit um 200 Prozent über den Prognosen.
Im Jahr 2015 fuhren rund 5 Millionen Menschen mit der Bayerischen Oberlandbahn GmbH. Im Jahr 2014 erbrachte die Bayerische Oberlandbahn GmbH mit ihren beiden Marken BOB und Meridian insgesamt 6,53 Millionen Zugkilometer, wobei auf das Meridian-Netz 4,49 Millionen Kilometer und auf das BOB-Netz 2,04 Millionen Kilometer entfielen. 
Die Deutsche Bahn hielt aus wettbewerbsrechtlichen Gründen ab 1. März 2002 einen Anteil von 50 Prozent an der Gesellschaft. Anfang 2004 gab sie diese Geschäftsanteile im Rahmen einer Option an die Connex, die Vorgängergesellschaft der Transdev GmbH, zurück.
Die Bayerische Eisenbahngesellschaft schrieb 2012 den weiteren Betrieb der Strecken im Oberland für den Zeitraum von Dezember 2013 bis Dezember 2024 aus. Die DB Regio, die sich zunächst neben der BOB GmbH um den Vertrag beworben hatte, zog ihr Angebot im Mai 2012 zurück, da sie das rollende Material nicht übernehmen wollte. Im September 2012 erhielt die BOB GmbH den Zuschlag, die ihr Leistungsangebot nach dem neuen Vertrag sowohl im Berufsverkehr als auch zu den Hauptausflugszeiten ausweiten sollte.
Durch den Verkehrsdurchführungsvertrag erreichte der Bahnverkehr im Netz im Bayerischen Oberland seit Mitte Dezember 2013 rund 12 % mehr Zugkilometerleistung.
Zwischen 2012 und Herbst 2015 wechselte die Leitung des Unternehmens mehrfach: von Heino Seeger über Axel Sondermann zu Kai Müller-Eberstein, der nach 18 Monaten bei der BOB GmbH zum Regensburger Verkehrsverbund wechselte. Müller-Eberstein wurde durch eine Doppelspitze ersetzt. Seit 1. September 2015 war Bernd Rosenbusch Vorsitzender der Geschäftsführung und für die kaufmännische Seite von Meridian, BOB und der Bayerischen Regiobahn (BRB) zuständig und ab 1. Juni 2015 war Fabian Amini Geschäftsführer für Betrieb und Technik.
Nachdem Bernd Rosenbusch das Unternehmen verlassen hatte, war seit 1. Oktober 2018 Fabian Amini Vorsitzender der Geschäftsführung, zuständig für die Bereiche Technik, Betrieb und Sicherheit sowie Marketing. Als neuer kaufmännischer Geschäftsführer und Verantwortlicher für alle Fragen aus den Bereichen Kundenservice, Vertrieb, Personal und Finanzen kam Veit Bodenschatz zum 1. Januar 2019. Zum 31. Oktober 2019 verließ er das Unternehmen und Fabian Amini wurde alleiniger Geschäftsführer, bis am 6. Juli 2020 Arnulf Schuchmann als technischer Geschäftsführer kam und Amini wieder Vorsitzender der Geschäftsführung wurde. Nach dessen Ausscheiden übernahm Arnulf Schuchmann am 15. November 2021 die alleinige Geschäftsführung.
Seit dem Fahrplanwechsel am 15. Dezember 2013 bedient die Bayerische Oberlandbahn GmbH unter der Marke Meridian zusätzlich das E-Netz Rosenheim mit den Linien München – Holzkirchen – Rosenheim und München – Rosenheim – Salzburg/Kufstein. Der Verkehrsdurchführungsvertrag für das E-Netz Rosenheim läuft bis zum 13. Dezember 2025 und wurde bis Ende 2028 verlängert.
Am 8. Juni 2015 erhielt die Bayerische Oberlandbahn GmbH vom Verkehrsverbund Mittelsachsen (VMS) den Zuschlag für den Betrieb des so genannten E-Netzes Mittelsachsen zwischen Juni 2016 und Dezember 2030. Genutzt wird dafür die Marke „Mitteldeutsche Regiobahn“ des Schwesterunternehmens Transdev Regio Ost mit Sitz in Leipzig. Die Bayerische Oberlandbahn GmbH tritt in diesem Vertrag als betriebsführendes EVU auf. Die eingesetzten Fahrzeuge vom Typ Alstom Coradia Continental sowie die Werkstatt in Chemnitz befinden sich im Eigentum des VMS, das Personal wird von der Transdev Mitteldeutschland GmbH gestellt.
Am 9. Februar 2016 stießen auf der Mangfalltalbahn zwischen Bad Aibling und Kolbermoor zwei Meridian-Züge der Bayerischen Oberlandbahn GmbH, in denen sich rund 150 Fahrgäste befanden, frontal zusammen. Bei dem Eisenbahnunfall, dem schwersten in Bayern seit 1975, kamen 12 Menschen ums Leben. 85 wurden verletzt, davon 24 schwer. Ein Fahrdienstleiter hatte Signale falsch gestellt. Er wurde wegen fahrlässiger Tötung zu einer dreieinhalbjährigen Freiheitsstrafe verurteilt.
Im Jahr 2020 wurden die in die Jahre gekommenen Triebfahrzeuge der Typen Talent und Integral sukzessive durch fabrikneue Dieselfahrzeuge des Typs „Alstom Coradia LINT54“ ausgetauscht. Zum Fahrplanwechsel 2020/2021 erhielt die Bayerische Oberlandbahn GmbH für das Oberland sechs weitere, durch die BEG finanzierte Fahrzeuge dieses Typs, wodurch Taktverstärkungen und Zusatzverbindungen möglich werden, die dem steigenden Fahrgastvolumen gerecht werden sollen. Im Zuge dessen wurde der Verkehrsdurchführungsvertrag bis Ende 2026 und inzwischen sogar bis mindestens 2032 verlängert.

## Fahrzeugpark

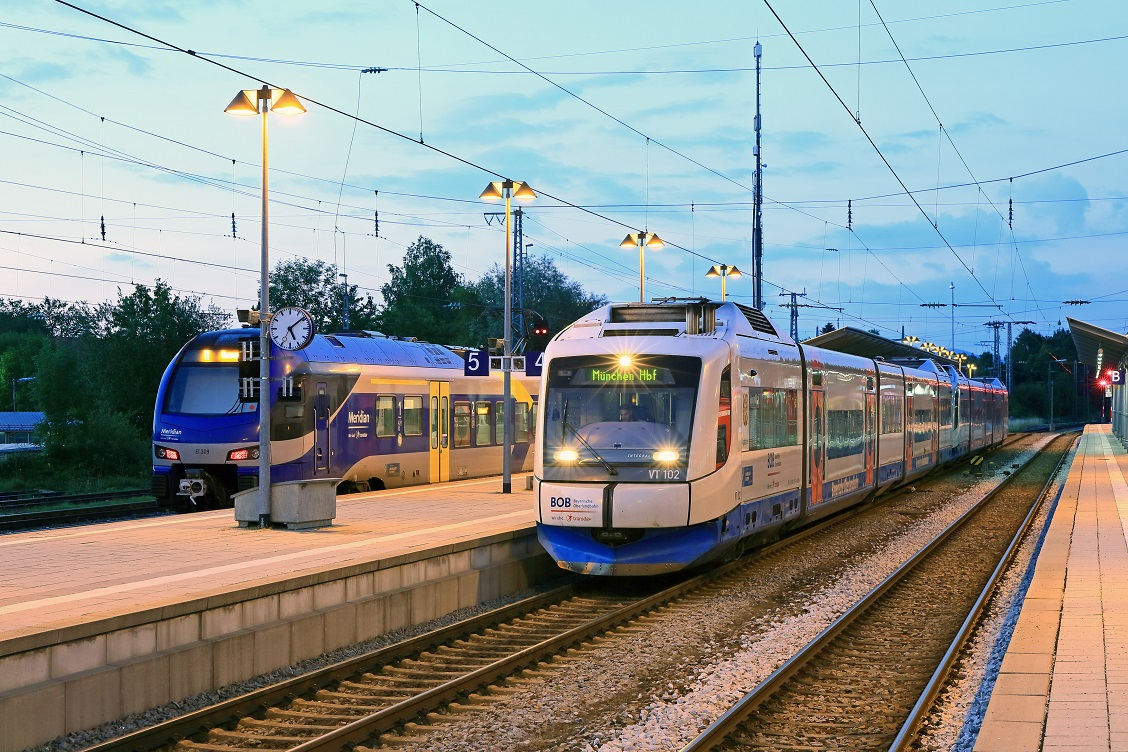
Ein Integral der ehemaligen BOB (heute BRB Oberland) und ein Flirt 3 des Meridian (heute BRB Chiemgau-Inntal) im Bahnhof Holzkirchen

Mit Stand August 2020 besteht die Flotte der Bayerischen Oberlandbahn GmbH und ihrer Marken aus 31 Alstom Coradia LINT sowie 35 Stadler FLIRT 3-Garnituren. Zuvor waren bis Juni 2020 Fahrzeuge der Typen Integral (Baureihe 609.2) und Talent (Baureihe 643) im Einsatz. Erstere wurden an die im Großraum Düsseldorf operierende Regiobahn GmbH abgegeben.

### FLIRT

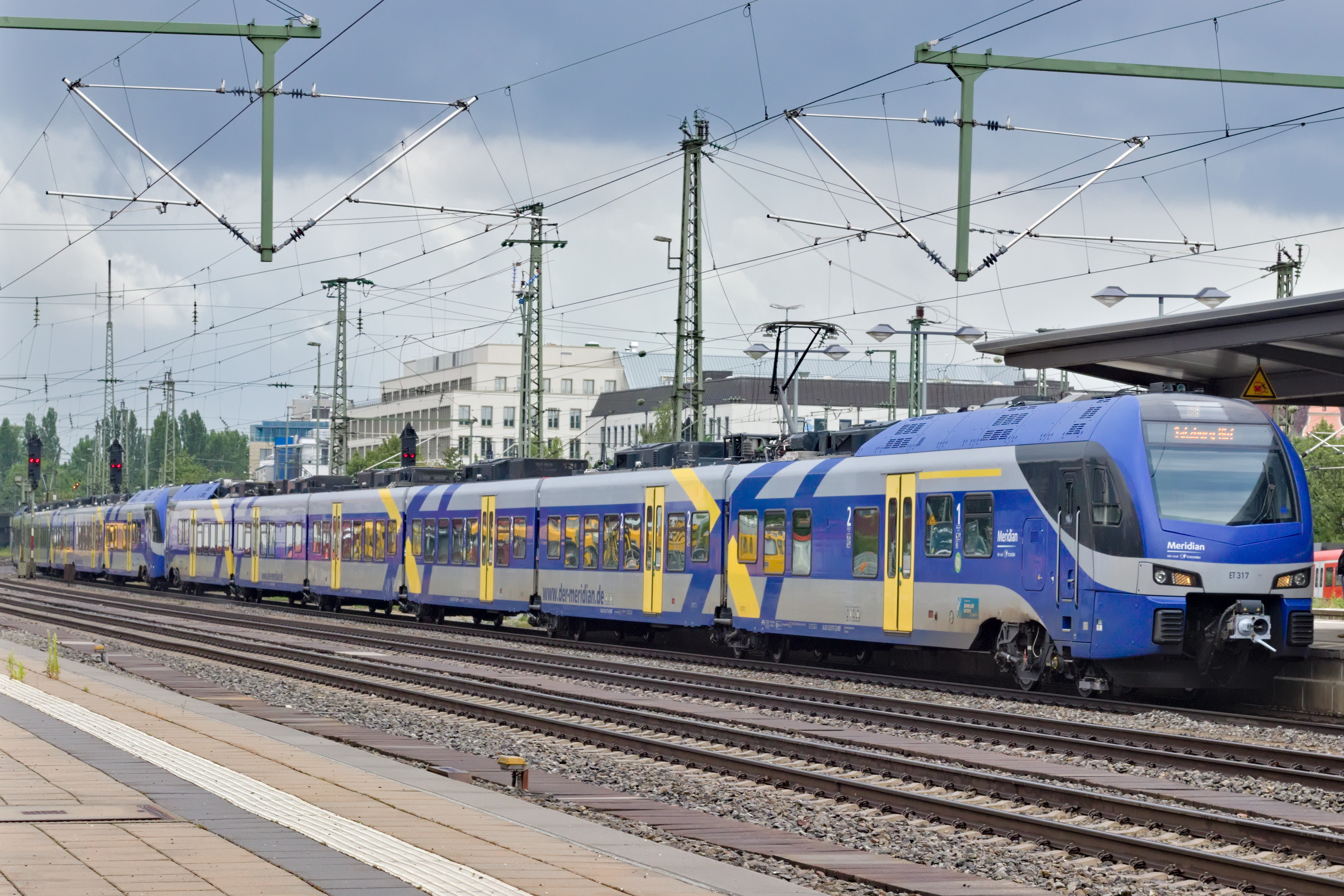
Ein Stadler Flirt der BRB Chiemgau-Inntal im Münchner Ostbahnhof

Im Netz Chiemgau-Inntal (ehemals Meridian) betreibt die Bayerische Oberlandbahn GmbH insgesamt 35 ab 2013 in Dienst gestellte Stadler FLIRT 3, die regulär in Mehrfachtraktion verkehren. Die Triebwagen des Eisenbahnunfalls von Bad Aibling waren Totalverlust. Für diese wurden durch Stadler Pankow zwei Ersatzzüge gebaut, die auch zur übrigen Flotte des Unternehmens kompatibel sind. Das war schwierig, weil die damals hergestellten Flirt 3 sich bereits erheblich von den Fahrzeugen der BOB GmbH unterschieden.
Für die Verbindung Freilassing – Berchtesgaden (S4) seit 12. Dezember 2021 wurden fünf FLIRT der Baureihe 427 übernommen, die bereits beim vorherigen Betreiber, der Berchtesgadener Land Bahn, im Einsatz waren. 2022 wurden sie modernisiert. Für die Züge der Verbindung Freilassing – Bad Reichenhall (S3) werden größtenteils Talent der ÖBB genutzt, die über Freilassing hinaus nach Österreich verkehren.
Für die Linie Traunstein–Ruhpolding (RB 53) seit 11. Dezember 2022 kommen zwei neue, dreiteilige Flirt 3 zum Einsatz.

### LINT
Am 20. September 2018 hat Transdev Deutschland mit der Bayerischen Eisenbahngesellschaft einen Zusatzvertrag zum Austausch der bisherigen Fahrzeuge des Netzes Oberland (ehemals BOB) – 17 Integral und 9 Bombardier Talent – gegen neue LINT 54-Triebzüge geschlossen. Die ersten Fahrzeuge wurden im Juni 2020 eingesetzt, seit dem 26. Juli 2020 sind ausschließlich LINT im Einsatz. Da zur Angebotsausweitung zusätzliche LINT-Fahrzeuge finanziert und beschafft wurden, sind 31 dieser Fahrzeuge im Bestand.

### Technische Daten
|                        | LINT 54           | FLIRT 3 3-teilig | FLIRT 3 6-teilig |
| Anzahl                 | 31                | 9                | 28               |
| Fahrzeugnummern        | VT 4XX            | ET 351 – 360     | ET 301 – 329     |
| Gesamtlänge            | 54,27 m           | 58,6 m           | 106,9 m          |
| Breite                 | 2,75 m            | 2,88 m           | 2,88 m           |
| Höchstgeschwindigkeit: | 140 km/h          | 160 km/h         | 160 km/h         |
| Leistung               | 2 oder 3 × 390 kW | 1500 kW          | 2000 kW          |
| Sitzplätze             | 157 bis 180       | ca. 181          | ca. 333          |
| Stehplätze             | 204               |                  |                  |

### Hilfslokomotiven
Zum Fahrzeugpark gehören die beiden Lokomotiven V 126 vom Hersteller MaK Kiel (Baujahr 1964) und die als Reservelok und für Schneepflugeinsätze verwendete V 125 vom Hersteller Krupp (Baujahr 1962). Die V 125, deren Frist im Frühsommer 2017 abgelaufen war, wurde jedoch inzwischen aus Holzkirchen abgezogen. Ende 2017 kam daher erstmals eine V 100 von Lokomotion im Oberland zum Einsatz.

### Instandhaltung
Zur Instandhaltung der Dieseltriebwagen betreibt die BOB GmbH ein Bahnbetriebswerk in Lenggries. Mit der Aufnahme des Meridian kamen temporär zwei Betriebswerke in Regensburg und Freilassing hinzu. Seit August 2016 werden die FLIRT-Züge im Betriebswerk der Bayerischen Regiobahn GmbH in Augsburg instand gehalten und Bedarfsarbeiten wie Wartung, Reinigung, Ergänzung von Betriebsstoffen und Reparaturen durchgeführt.

## Service
Die Bayerische Oberlandbahn GmbH betreibt eigene Fahrkartenautomaten.
Das Unternehmen gewann in den ersten Jahren verschiedene Auszeichnungen – so kürte etwa 2003 die Stiftung Warentest die BOB zu einer der besten deutschen Bahngesellschaften. Weitere Auszeichnungen sind z. B. das Mobifair-Sozialzertifikat, welches bestätigt, dass sich das Unternehmen an Lohn- und Sozialstandards hält, TouPLUS 2010, der Umweltpreis und der Bayerische ÖPNV-Ehrenpreis. Die Bayerische Oberlandbahn lag jedoch beim Qualitätsranking der Bayerischen Eisenbahngesellschaft (BEG) ab 2009 für mehrere Jahre im negativen Bereich, 2013 lag sie auf Platz 13 von 15 Bahnbetreibern. Die Bayerische Eisenbahngesellschaft bezeichnete die BOB GmbH nach dem schlechten Abschneiden im Qualitätsranking 2013 als das „aktuelle Sorgenkind im bayerischen Regionalverkehr.“ Als Gründe galten eine deutliche Verschlechterung der Pünktlichkeit seit dem Fahrplanwechsel im Dezember 2013, Probleme mit Fahrkartenautomaten, die zu erhöhten Fahrpreisangaben führten, und ungenügende Kundenkommunikation. Die Pünktlichkeitsprobleme waren darauf zurückzuführen, dass seit Dezember 2013 Talent-Einheiten auf den Linien der BOB GmbH fahren, die nicht für schnelles Kuppeln optimiert sind, wie es für die Flügelstrecken erforderlich ist. Die Triebzüge wurden von anderen Eisenbahngesellschaften der Transdev-Gruppe nach Bayern geholt, ohne an die dortigen Verhältnisse angepasst zu sein. Wegen der massiven Probleme fielen erstmals Vertragsstrafen an. Mittlerweile steigerte die BOB GmbH ihre Qualität und liegt seit 2016 im Qualitätsranking im positiven Bereich, wie 24 der insgesamt 28 Betreiber bayerischer Regionalbahnen im Berichtsjahr 2016.
Im Jahr 2022 wurde die BOB GmbH mit dem Bayerischen Eisenbahnpreis für die höchste Qualitätssteigerung der vergangenen fünf Jahre in Bayern ausgezeichnet. Dazu beigetragen hatte auch der vorzeitige Fahrzeugtausch während der Vertragslaufzeit.